# Ava Adore
"Ava Adore" – piosenka zespołu The Smashing Pumpkins, wydana jako pierwszy singel promujący album Adore z 1998 roku. Zarówno utwór tytułowy jak b-side'y z singla zostały napisane przez Billy'ego Corgana.
Teledysk do "Ava Adore" w reżyserii brytyjskiego duetu Dom and Nic przedstawiał członków grupy na tle zmieniających się wraz z ruchem kamery dekoracji. Ponadczterominutowy teledysk został nagrany w jednym długim ujęciu, z wykorzystaniem technik slow- i fast-motion, przy jednoczesnej statycznej pracy kamery; wymagało to precyzyjnego i czasochłonnego zaplanowania planu zdjęciowego, co znacznie opóźniło rozpoczęcie zdjęć. Według członków grupy byli oni bliscy zarzucenia pomysłu teledysku.
Utwór był wielokrotnie grany na koncertach zespołu począwszy od 1998 roku. Gdy Jimmy Chamberlin powrócił do zespołu, utwór zaczął być grany w zmienionej, cięższej brzmieniowo aranżacji.

## Lista utworów
1. "Ava Adore" - 4:22
2. "Czarina" - 4:43
3. "Once In A While" - 3:33